# Decetia lunuliferata
Decetia lunuliferata är en fjärilsart som beskrevs av Walker 1862. Decetia lunuliferata ingår i släktet Decetia och familjen Uraniidae. Inga underarter finns listade i Catalogue of Life.